# Ken Ghosh
Ken Ghosh (ur. 19 czerwca 1966 w Mumbaju) – indyjski reżyser, scenarzysta i producent filmowy.

## Filmografia

### Reżyser
1. Chance pe dance (2010)
2. Fida (2004)
3. Ishq Vishk (2003)

### Producent
1. Chain Kulii Ki Main Kulii (2007) (co-producer)
2. "A.D.A." (2005) - serial TV

### Scenarzysta
- Ishq Vishk (2003)

### Montażysta
- Ishq Vishk (2003)